# Мацумото, Юкихиро
Юкихиро Мацумо́то (яп. 松本行弘, чаще яп. まつもとゆきひろ, также известный как Matz, род. 14 апреля 1965) — японский разработчик свободного ПО, создатель языка программирования Ruby.
В интервью «Japan Inc.» он говорил, что сам учился программировать ещё до окончания школы. Он окончил университет города Цукуба, где он занимался исследованиями языков программирования и компиляторов. С 2006 года возглавляет отдел исследований и разработок Network Applied Communication Laboratory, японский системный интегратор свободного ПО.

## Биография
Родился в 1965 году в префектуре Осака, но в возрасте четырёх лет переехал в город Ёнаго префектуры Тоттори, поэтому часто представляется как уроженец Ёнаго. В настоящее время проживает в городе Мацуэ префектуры Симане. Юкихиро является членом Церкви Иисуса Христа Святых последних дней и занимается миссионерской деятельностью. Он женат и имеет четырёх детей.

## Деятельность

### Ruby
Мацумото выпустил первую версию Ruby 21 декабря 1995 и впоследствии продолжил разработку эталонной реализации языка, названной Ruby MRI.

### mruby
В апреле 2012 Мацумото представил новый открытый проект по развитию языка программирования Ruby под названием mruby. В ходе разработки планируется реализовать минимальную программную базу и собственную виртуальную машину, что позволит встраивать код, написанный на языке Ruby, в другие приложения.

### streem
В декабре 2014 года Мацумото открыл свою работу над новым сценарным языком под названием streem. Это язык с параллельными вычислениями, основанный на модели программирования, аналогичной командной оболочке Unix, с влияниями Ruby, Erlang и других функциональных языков программирования.

## Презентации и интервью
- Ruby 1.9 с Google Tech Talks 2008
- Интервью о дизайне языка программирования с QCon San Francisco 2009
- Keynote с RubyConf 2010